# Соллогуб, Николай Владимирович
Никола́й Влади́мирович Соллогу́б (4 [16] мая 1883, Минская губерния, Российская империя — 7 августа 1937, СССР) — советский военачальник, комдив (1935).

## Биография
Родился в дворянской семье.
Окончил 1-й кадетский корпус (1900) и Павловское военное училище (1902), откуда был выпущен в лейб-гвардии 2-й стрелковый батальон.
Участвовал в русско-японской войне. По окончании Императорской Николаевской военной академии в 1910 году получил чин штабс-капитана. В годы Первой мировой войны занимал различные должности в штабе 1-й армии и Западного фронта. На 1917 год занимал должность старшего адъютанта отдела генерал-квартирмейстера штаба армии. В чине подполковника старшинство с 6 декабря 1913 года. Войну закончил в чине полковника. В годы Гражданской войны добровольно вступил в РККА. Находясь в ней занимал должности начальника штаба Восточного фронта, члена Высшей военной инспекции, командующего 16-й армией. В мае 1920 года, во время советско-польской войны, 16-я армия под командованием Соллогуба успешно форсировала Березину. В результате контрнаступления польской армии, начавшегося в середине августа 1920 г., армия вынуждена была отступить с территории Польши с тяжёлыми арьергардными боями. После этих событий 1 октября 1920 года был назначен на должность начальника штаба Западного фронта, где служил до 6 декабря 1920.  
В 1921—1922 гг. начальник штаба Войск Украины и Крыма.  
После окончания гражданской войны на преподавательской работе: заместитель начальника Военной Академии им. Фрунзе, преподаватель Военно-политической академии, инспектор боевой подготовки РККА, начальник кафедры Военно-хозяйственной академии. Начальник Военно-воздушной академии им. проф. Н. Е. Жуковского (1924—1925). С июля 1930 до февраля 1931 года — председатель редколлегии журнала «Вестник Воздушного флота».  
Приказом наркома обороны СССР № 2484 от 26.11.1935 Соллогубу было присвоено персональное воинское звание комдив. 
Награждён орденами Св. Анны 4-й ст., Св. Анны 3-й ст., Св. Станислава 3-й ст., Св. Станислава 2-й ст., Св. Анны 2-й ст., а также орденом Красного Знамени. 5 ноября 1932 г. Н. В. Соллогуб был награждён орденом Трудового Красного Знамени БССР.
Скончался (погиб) 07.08.1937 г., обстоятельства смерти неясны.